# Leonardo Marini (arcivescovo)
Leonardo Marini (Chio, 1509 – Roma, 11 giugno 1573) è stato un arcivescovo cattolico e teologo italiano dell'Ordine dei frati predicatori.

## Biografia
Nato nell'isola di Chio, nel Mare Egeo, da una nobile famiglia genovese, entrò nell'Ordine dei frati predicatori e studiò teologia.
Papa Paolo III morì prima di poterlo eleggere vescovo di Perugia; papa Giulio III lo nominò amministratore della diocesi di Mantova e vescovo titolare di Laodicea di Frigia (5 marzo 1550).
Fu nunzio apostolico presso l'imperatore Carlo V, e nel 1560 papa Pio IV lo nominò vescovo di Lanciano (arcivescovo dal 1561): fu legato papale al Concilio di Trento. Dopo essere stato trasferito alla sede di Alba (1566), fu visitatore apostolico di venticinque diocesi d'Italia.
Collaborò alla composizione del Catechismo Tridentino e fu membro della commissione per la riforma del Breviario (1568) e del Messale Romano (1570). Per conto di Pio IV curò la revisione delle costituzioni dei Chierici regolari di San Paolo (barnabiti).